# Trifýlli (ort i Grekland, Västra Makedonien)
Trifýlli är en ort i Grekland.   Den ligger i prefekturen Nomós Grevenón och regionen Västra Makedonien, i den centrala delen av landet, 280 km nordväst om huvudstaden Aten. Trifýlli ligger 516 meter över havet och antalet invånare är 198.
Terrängen runt Trifýlli är kuperad söderut, men norrut är den platt.Runt Trifýlli är det glesbefolkat, med 11 invånare per kvadratkilometer. Närmaste större samhälle är Deskáti, 13,7 km öster om Trifýlli. Omgivningarna runt Trifýlli är en mosaik av jordbruksmark och naturlig växtlighet.